# PTT PCL
PTT Public Company Limited (meist nur PTT; thailändisch บริษัท ปตท. จำกัด (มหาชน), RTGS Borisat Po To Tho Chamkat (Mahachon); ปตท., Po To Tho, gesprochen [pɔː tɔː tʰɔː]) ist ein thailändisches Mineralölunternehmen mit Firmensitz in Bangkok. 
Es ging 2001 durch Teilprivatisierung aus dem ehemaligen Staatsbetrieb Petroleum Authority of Thailand (การปิโตรเลียมแห่งประเทศไทย) hervor. Dieses war 1978 von der Regierung General Kriangsak Chomanans als Reaktion auf die Ölkrise gegründet worden. PTT ist eine an der thailändischen Börse (SET) notierte Aktiengesellschaft, die Mehrheit der Anteile (51 %) wird aber vom thailändischen Staat gehalten. PTT fördert und verkauft Erdöl und Erdgas. Es besitzt ein Pipelinenetzwerk im Golf von Thailand und verfügt über ein landesweites Tankstellensystem. 
PTT ist nach Fortune Global 500 der größte thailändische Konzern und ist unter den 250 größten Unternehmen der Welt.
Bedeutende Tochtergesellschaften der PTT sind PTT Global Chemical (PTT GC) und PTT Exploration and Production (PTT EP), die selbst wiederum börsennotiert sind und zu den größten Unternehmen Thailands gehören.